# Autostrada A9 (Portugalia)
Autostrada A9, CREL (port. Autoestrada A9, Auto-Estrada do CREL – Circular Regional Exterior de Lisboa) – autostrada znajdująca się na terytorium Portugalii. Przebiega w całości przez Dystrykt Lizbona, stanowiąc zewnętrzną obwodnicę stolicy kraju. Przejazd autostradą jest płatny. Koncesjonariuszem zarządzającym autostradą jest Brisa – Auto-estradas de Portugal (BRISA).

## Ważniejsze miejscowości na trasie A9
- Lizbona
- Averca do Ribatejo